# Beatrix von Burgund

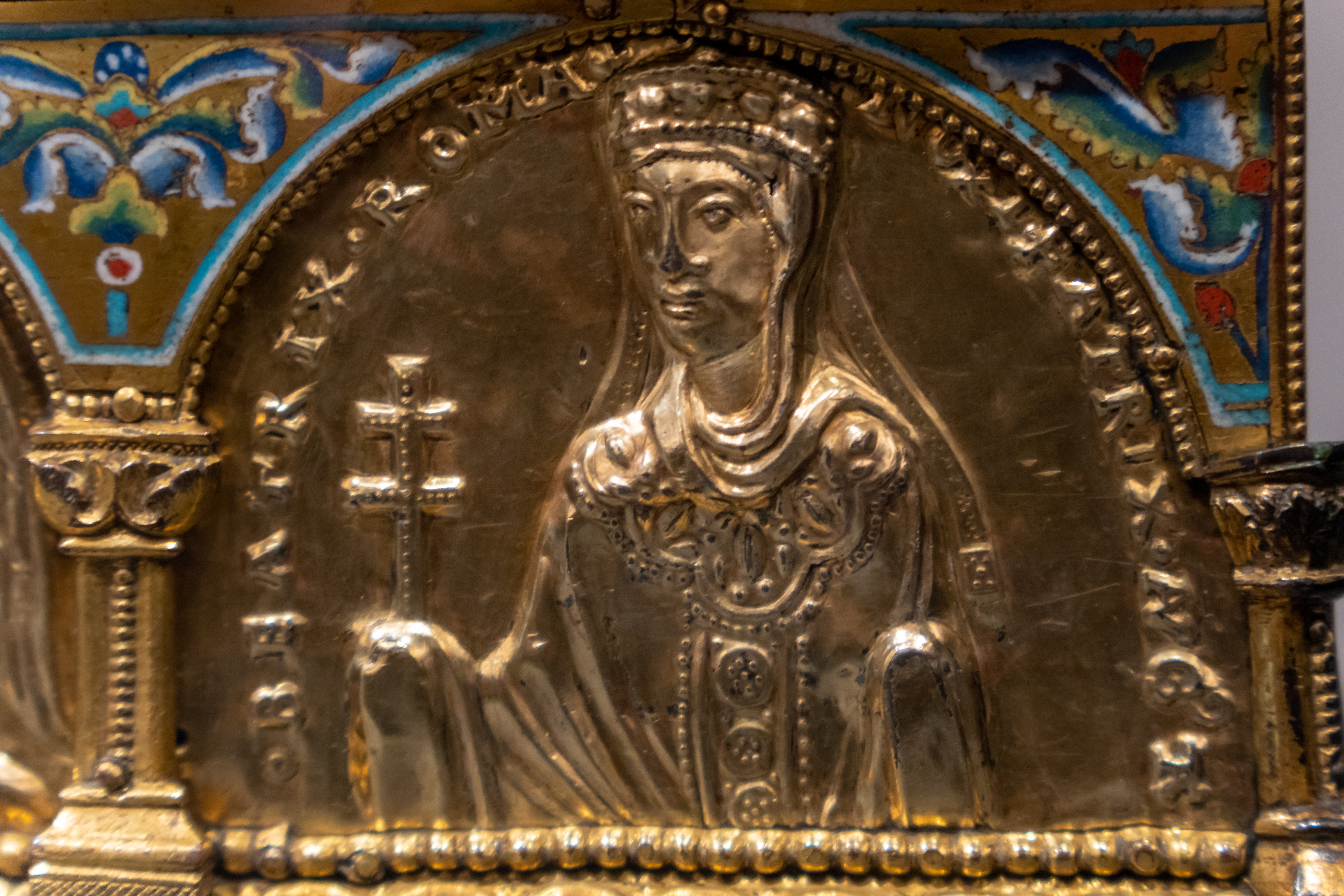
Zeitgenössische Darstellung Beatrix von Burgund auf dem Armreliquiar für Karl den Großen, 1163/75

Beatrix von Burgund (* um 1140 oder kurz danach; † 15. November 1184 in Jouhe bei Dole) war römisch-deutsche Königin (seit 1156) und Kaiserin (seit 1167) des römisch-deutschen Reiches. Sie war die zweite Gemahlin von Friedrich I. Barbarossa, die Mutter von Heinrich VI. und die Großmutter von Friedrich II.

## Leben
Beatrix war die einzige Tochter des Grafen Rainald III. von Burgund (* um 1093; † 1148) und der Agathe von Lothringen (* 1115; † 1147), der Tochter des Herzogs Simon I. von Lothringen (* um 1076; † 1138/1141).

Grab der Beatrix von Burgund und ihrer Tochter Agnes im Dom zu Speyer

Am 17. Juni 1156 heiratete sie noch sehr jung (das genaue Alter ist unbekannt, jedoch war sie keinesfalls älter als 16 Jahre) in Würzburg den ungefähr 20 Jahre älteren Kaiser Friedrich I. Barbarossa, nachdem dieser sich drei Jahre zuvor von Adela von Vohburg getrennt hatte. Am 9. Oktober desselben Jahres krönte Hillin von Fallemanien, der Erzbischof von Trier, sie zur Königin. Die von Beatrix in die Ehe mit eingebrachte Freigrafschaft Burgund stärkte die Macht Barbarossas im Königreich Burgund, wo der Einfluss der römisch-deutschen Könige traditionell schwach ausgeprägt war. Einerseits erhielt Barbarossa damit einen wichtigen Zugang nach Italien, der unter seiner militärischen Kontrolle stand, andererseits vergrößerten die Einnahmen dieses Reichsteils Barbarossas Möglichkeiten, Söldner für seine militärischen Unternehmungen anzuwerben. Des Weiteren steigerte das Ansehen der hochgestellten Familie der Beatrix das Prestige Barbarossas.
Nach einem langen und blutigen Feldzug im Jahr 1167 durch Italien belagerte Barbarossa die Stadt Rom, um seine Frau Beatrix vom Papst zur Kaiserin krönen zu lassen. Papst Alexander III. weigerte sich allerdings aufgrund der vorangegangenen Brutalität Barbarossas, dessen Frau die Kaiserwürde zu verleihen. Hinzu kam, dass Barbarossa seit 1159 den Gegenpapst unterstützte. Paschalis III., welcher den Italienfeldzug begleitete, krönte Beatrix nach Eroberung der Peterskirche und Beseitigung der feindlichen Truppen am 1. August 1167 zur Kaiserin.
Im August 1178 wurde Beatrix in Vienne zur Königin von Burgund gekrönt. Die gebildete und intelligente Beatrix wird in zeitgenössischen Quellen als regelrechte Schönheit beschrieben. Auch die Beziehung zu Barbarossa wird in diesen Quellen als glücklich und liebevoll dargestellt, der Umgang miteinander ging weit über einen respektvollen und höflichen Umgang, wie es sonst üblich war, hinaus. Die letzten Jahre ihres Lebens verbrachte Beatrix fast ausschließlich in ihrer burgundischen Heimat. Sie regierte dort völlig eigenständig, unterhielt einen eigenen Hof mit eigener Kanzlei und war darum bemüht, die Rechte eines zukünftigen Grafen von Burgund zu sichern.
Nach ihrem Tod 1184 wurde sie nach Speyer überführt und wahrscheinlich Ende November 1184 im Königschor des Kaiserdoms begraben. Nach Umbettung Anfang des 20. Jahrhunderts ruht sie in einem Doppelgrab zusammen mit ihrer im selben Jahr verstorbenen Tochter Agnes neben dem Einzelgrab ihres Sohnes Philipp von Schwaben in der damals neugeschaffenen Krypta des Domes.

## Kinder
- Beatrix (* etwa Ende 1162/Anfang 1163; † spätestens Anfang 1174), beigesetzt im Kloster Lorch
- Friedrich (* 16. Juli 1164 in Pavia; † 1169/1170), 1167 als Friedrich V. Herzog von Schwaben, beigesetzt im Kloster Lorch
- Heinrich VI. (* 1165; † 28. September 1197 in Messina), deutscher König und Kaiser, König von Sizilien, beigesetzt im Dom zu Palermo, ⚭ 1186 Konstanze von Sizilien (* 1154; † 1198), Tochter des Königs Roger II.
- Konrad (* wohl 1167; † 20. Januar 1191 bei Akkon), 1169/70 als Friedrich VI. Herzog von Schwaben, beigesetzt vor Akkon
- Tochter, möglicherweise „Gisela“ (* wohl Oktober/November 1168; † Ende 1184), ⚭ 1184 Richard Löwenherz[3]
- Otto (* wohl Juni/Juli 1170; † 1200), als Otto I. Pfalzgraf von Burgund, beigesetzt in der Kirche St. Etienne in Besançon, ⚭ um 1190 Margarete von Blois († 1230)
- Konrad (* wohl Februar/März 1172; † 15. August 1196), 1189 Herzog von Rothenburg, 1191 als Konrad II. Herzog von Schwaben, beigesetzt im Kloster Lorch
- Rainald (* wohl Oktober/November 1173; † früh verstorben), beigesetzt im Kloster Lorch
- Wilhelm (* wohl Juni/Juli 1176; † früh verstorben), beigesetzt im Kloster Lorch
- Philipp (* Februar oder März 1177; † 1208), Herzog von Schwaben, deutscher König, beigesetzt im Bamberger Dom, Dezember 1213 überführt nach Speyer und dort im Königschor des Doms bestattet, ⚭ 1197 Irene von Byzanz († 1208, beigesetzt im Kloster Lorch)
- Agnes († 8. Oktober 1184), verlobt mit dem späteren König Emmerich von Ungarn, beigesetzt im Speyerer Dom, seit 1903 dort im Doppelgrab mit ihrer Mutter